# Hipótese de Ortega
A hipótese de Ortega sustenta que cientistas medíocres contribuem substancialmente para o avanço da ciência. De acordo com essa hipótese, o progresso científico ocorre principalmente pelo acúmulo de uma massa de contribuições intelectuais modestas e estritamente especializadas. Sob esse ponto de vista, grandes avanços se baseiam em grande parte de um trabalho pequeno e pouco conhecido, sem os quais os grandes avanços não poderiam acontecer.

## Pesquisa de citações
A hipótese de Ortega é amplamente aceita, mas vários estudos sistemáticos de citações científicas favorecem a "hipótese de Newton", segundo a qual o progresso científico é constituído por um número relativamente pequeno de grandes cientistas (depois da declaração de Isaac Newton de que ele “se debruçou sobre ombros de gigantes"). Os artigos mais importantes citam principalmente outros artigos importantes feitos por um pequeno número de cientistas notáveis, sugerindo que os avanços não se baseiam realmente em um grande corpo de trabalhos menores. Em vez disso, o padrão de citações sugere que a maioria dos trabalhos menores recorre fortemente a um pequeno número de trabalhos notáveis de cientistas de destaque. Mesmo os papéis menores dos mais eminentes cientistas são muito mais citados do que os de cientistas relativamente desconhecidos; e esses cientistas de elite estão agrupados principalmente em um pequeno grupo de departamentos de universidades de elite. O mesmo padrão de citação descomunal de um pequeno número de estudiosos aparece em campos tão diversos como a física e a criminologia.

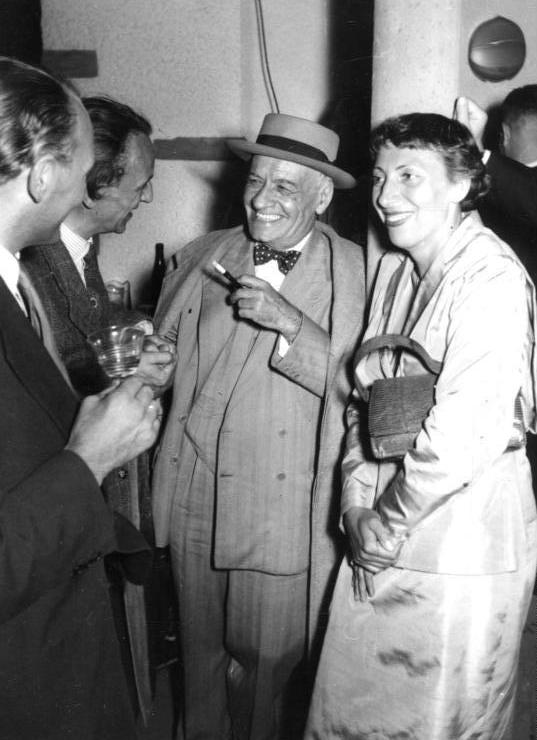
José Ortega y Gasset em 1951.

Contudo, o assunto não está resolvido. Nenhuma pesquisa estabeleceu que as contagens de citações refletem a real influência ou valor do trabalho científico. Assim, a aparente refutação da hipótese de Ortega pode ser um artefato de dados inapropriadamente escolhidos. A estratificação dentro das redes sociais dos cientistas pode distorcer as estatísticas de citações. Muitos autores citam artigos de pesquisa sem realmente lê-los ou serem influenciados por eles. Os resultados experimentais em física fazem uso pesado de técnicas e dispositivos que foram aperfeiçoados por muitos inventores e pesquisadores anteriores, mas estes raramente são citados em relatórios que dizem respeito aos resultados. Os artigos teóricos têm a maior relevância para pesquisas futuras, enquanto os relatórios de resultados experimentais têm uma relevância mais limitada, mas formam a base das teorias. Isso sugere que a contagem de citações apenas favorece resultados teóricos.

## Origem
O nome da hipótese se refere ao Magnum Opus de Gasset, A Rebelião das Massas. No livro, Ortega diz que homens "surpreendentemente medíocres" de especialidades estreitas fazem a maior parte do trabalho da ciência experimental. Ortega provavelmente teria discordado da hipótese que recebeu seu nome, pois ele não sustentou que o progresso científico é impulsionado principalmente pelo acúmulo de pequenas obras por mediocridades, mas que os gênios científicos criam uma estrutura dentro da qual pessoas intelectualmente comuns podem trabalhar com sucesso. Por exemplo, Ortega achava que Albert Einstein baseava-se nas ideias de Immanuel Kant e Ernst Mach para formar sua própria síntese, e que Einstein não se baseava em massas de pequenos resultados produzidos sistematicamente por cientistas medíocres. De acordo com Ortega, a ciência é principalmente o trabalho de gênios, e os gênios baseiam-se principalmente no trabalho uns dos outros, mas em alguns campos há uma necessidade real de trabalho sistemático de laboratório que pode ser feito por quase todos.
A "hipótese de Ortega" deriva apenas desse último elemento da teoria de Ortega, e não da sua tese principal. Ortega caracterizou este tipo de pesquisa como "trabalho mecânico da mente", que não requer talento especial ou mesmo muita compreensão dos resultados, realizados por pessoas que se especializam em um canto estreito de uma ciência e não possuem nenhuma curiosidade para além dela.